# Greg Lynn
Pour les articles homonymes, voir Lynn.
Greg Lynn (né en 1964 à North Olmsted, Ohio) est un architecte, philosophe, écrivain de science-fiction américain et professeur à l'European Graduate School (Saas-Fee).

## Vie et œuvre
Lynn est diplômé avec mention de l'université Miami dans l'Ohio avec une licence en architecture et une en philosophie, et fit un master d'architecture à l'université de Princeton. Il s'est fait remarquer pour son utilisation de la conception assistée par ordinateur pour produire une architecture aux formes irrégulières et biomorphiques. Lynn a énormément écrit sur sa philosophie conceptuelle, publiant un premier livre en 1999, Animate Form, en partie soutenu par la Graham Foundation. 
Son coprojet d'église presbytérienne dans le Queens à New York, avec Douglas Garofalo et Michael Mac Inturf est un des tout premiers projets se servant d'un logiciel d'animation vectorielle dans sa conception. On lui attribue d'avoir inventé le terme de blob architecture. Il eut son portrait dans Time Magazine lors de leur dossier sur les innovateurs du XXIe siècle dans le domaine de l'architecture et du design. Les dernières réalisations de Lynn commencent à explorer la façon d'intégrer une structure et une forme ensemble après s'être rendu compte que certaines formes biomorphiques sont par nature structurellement résistantes. Il est aussi à la pointe de l'exploration des possibilités de fabrication numérique, cherchant à rendre possible la réalisation de ces formes complexes, en termes constructif et économique. 
Lynn enseigne à l'université Columbia section architecture, à l'European Graduate School, l'ETH Zurich, et à l'école d'architecture de Yale. Il est actuellement un membre de la faculté de l'UCLA, section architecture et urbanisme, et à la tête d'un studio de design d'une master class à l'université des arts appliqués de Vienne.
Avant de lancer sa propre agence, Greg Lynn a travaillé chez Peter Eisenman et chez Antoine Predock.

## Source
- (en) Cet article est partiellement ou en totalité issu de l’article de Wikipédia en anglais intitulé « Greg Lynn » (voir la liste des auteurs).